# 루이스 거트만
루이스 구트만(Louis (Eliyahu) Guttman, 1916년 2월 10일 – 1987년 10월 25일, 히브리어 לואיס (אליהו) גוטמן)은 미국의 수학자, 사회학자, 예루살렘의 히브리 대학의 사회 및 심리 평가 교수로 주로 사회 통계학 분야의 연구로 잘 알려져 있다. 그는 후에 구트만 연구소의 이름을 바꾼 구트만 센터(이스라엘 평등 연구소의 일부)가 되는 이스라엘 응용사회연구소의 과학이사였으며, 이를 설립했다.

## 같이 보기
- 거트만 척도